# Escudo de Manta (Ecuador)
El escudo de armas de Manta es el símbolo heráldico que representa a la ciudad y al cantón homónimo. El 4 de noviembre de 1938, durante el XVI aniversario de cantonización, se publicó en el Boletín Municipal N° 23, el dibujo de un escudo, obra del montecristense Higinio Anchundia Barcia, quién realizó su trabajo a plumilla y sin color; más tarde el Concejo Cantonal, llamó a concurso, para darle color al emblema, y resultó ganador el pintor y concejal Raúl Trampuz Rivera. El escudo fue adoptado por el Concejo Cantonal, el mismo año de su publicación, como emblema oficial. El escudo de la ciudad fue ratificado el 29 de septiembre del 2000 por el cabildo mantense.
El blasón tiene generalmente su forma rectangular en sentido vertical, pero su base termina en punta. Consta de un único cuartel en el que existen varios elementos: la locomotora, cornucopia con productos agrícolas, la rueda de las alas del progreso, el cerro de Montecristi, el diseño de industrias, el océano Pacífico y un barco.